# Onderwijsraad
De Onderwijsraad is een adviesorgaan van de Nederlandse regering op het terrein van het onderwijs. De raad is in 1919 bij wet ingesteld en adviseert over de hoofdlijnen van het beleid en de wetgeving. 
De Onderwijsraad neemt een onafhankelijke positie in ten opzichte van het ministerie van Onderwijs, Cultuur en Wetenschap en ten opzichte van het onderwijsveld. De Onderwijsraad adviseert – gevraagd dan wel ongevraagd – de betrokken bewindslieden. Ook de Eerste Kamer en de Tweede Kamer kunnen bij de Onderwijsraad om advies vragen. Gemeenten kunnen in speciale gevallen van lokaal onderwijsbeleid (bijvoorbeeld huisvesting van scholen) een beroep doen op de Onderwijsraad.
De raad heeft adviezen uitgebracht over onder meer het werk van leraren, internationalisering in het hoger onderwijs, bestuur en financiën en over speciaal onderwijs.

## Organisatie en samenstelling
De leden van de Onderwijsraad doen hun werk onafhankelijk. Bij Koninklijk Besluit zijn zij op persoonlijke titel voor vier jaar benoemd. Hierna kunnen zij nog tweemaal worden herbenoemd. 
De leden van de raad komen uit verschillende geledingen van de maatschappij (onderwijs, wetenschap, het openbaar bestuur). De directeur van het bureau is tevens secretaris van de raad. 
De raad wordt inhoudelijk en facilitair ondersteund door een secretariaat. De directeur van het bureau is tevens secretaris van de raad.

## Leden
Bekende (oud-)leden van de raad zijn o.a.:
- Esmah Lahlah, wethouder gemeente Tilburg met de portefeuille arbeidsparticipatie, bestaanszekerheid en mondiale bewustwording
- I.A. Diepenhorst
- Nell Ginjaar-Maas
- Philip Kohnstamm
- Ahmed Aboutaleb
- Han Leune
- Fons van Wieringen
- Geert ten Dam
- Henriette Maassen van den Brink
- Edith Hooge